# Simon Teuscher

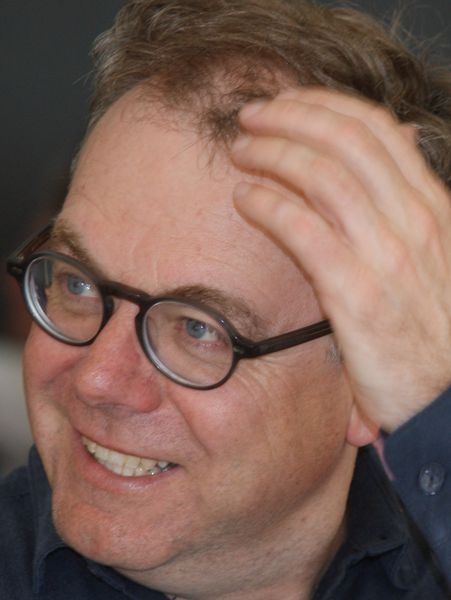
Simon Teuscher, aufgenommen von Werner Maleczek im Jahr 2017.

Simon Teuscher (* 26. April 1967 in Bern) ist ein Schweizer Historiker.

## Leben
Simon Teuscher studierte von 1987 bis 1995 Geschichte, Nordische Sprache und Literatur und Philosophie an den Universitäten Zürich und Bergen (Norwegen). Er promovierte bei Roger Sablonier in Zürich mit einer Arbeit zu Soziabilität und Politik in der Stadt Bern um 1500. Von 1995 bis 1999 arbeitete er als Wissenschaftlicher Assistent am Historischen Seminar der Universität Zürich. 2006 hat er sich an der Universität Zürich zu Praktiken des Schriftgebrauchs auf dem Gebiet der heutigen Schweiz habilitiert. Dazwischen war Teuscher an diversen Universitäten als Lehrbeauftragter und Assistant Professor tätig (UCLA, Universität Luzern, Universität Neuenburg, École des Hautes Études en Sciences Sociales, Universität Basel). 2006 erhielt er eine Förderprofessur für Geschichte des Mittelalters an der Universität Basel. Seit März 2007 ist Teuscher ordentlicher Professor für Geschichte des Mittelalters an der Universität Zürich.
Seine Forschungsschwerpunkte sind die Sozial- und Kulturgeschichte des europäischen Spätmittelalters, die ältere Geschichte der Schweiz, Verwandtschaft und persönliche Beziehungen, Ländliche und städtische Gesellschaft, Herrschafts-, Hof- und Administrationskultur und Naturwahrnehmungen.
Teuscher war Member des Institute for Advanced Study, Princeton (2004/05); Fellow am Wissenschaftskolleg zu Berlin (2013/14) und am Zentrum für interdisziplinäre Forschung der Universität Bielefeld (2016/17).
Teuscher ist Projektverantwortlicher des e-Learningprojekts Ad Fontes und Stiftungsrat der Rechtsquellenstiftung des Schweizerischen Juristenvereins.

## Schriften (Auswahl)
Monographien
- Bekannte – Klienten – Verwandte. Soziabilität und Politik in der Stadt Bern um 1500 (= Norm und Struktur, Studien zum sozialen Wandel in Mittelalter und Früher Neuzeit. Bd. 9). Böhlau, Köln/Weimar/Wien 1998, ISBN 3-412-14397-9.
- Erzähltes Recht. Lokale Herrschaft, Verschriftlichung und Traditionsbildung im Spätmittelalter (= Campus Historische Studien. Bd. 44). Campus, Frankfurt am Main 2007, ISBN 978-3-593-38494-8.
  - Übersetzung: Lords’ Rights and Peasant Stories. Writing and the Formation of Tradition in the Later Middle Ages (= Middle Ages Series). Übersetzt von Philip Grace. Penn, Philadelphia 2012, ISBN 978-0-8122-4368-0.

Herausgeberschaften
- mit Claudia Moddelmog: Königsfelden. Königsmord, Kloster, Klinik. Hier + Jetzt, Baden 2012, ISBN 978-3-03919-259-5.
- mit Christopher H. Johnson, Bernhard Jussen, David Warren Sabean: Blood and Kinship. Matter for Metaphor from Ancient Rome to the  Present. Berghahn, New York/Oxford 2013, ISBN 978-0-85745-749-3.
- mit Jeannette Rauschert, Thomas Zotz: Habsburger Herrschaft vor Ort – weltweit (1300–1600) Thorbecke, Ostfildern 2013, ISBN 978-3-7995-0891-9.